# Screamer udstødningsrør
Et screamer udstødningsrør eller screamerpipe er en type udstødningskonfiguration, der er monteret på nogle turboladede benzinmotorer i biler med en ekstern wastegate-opsætning, som udleder udstødningsgassen til atmosfæren gennem et separat udæmpet rør, i stedet for tilbage i hovedudstødningssporet. Denne udstødningsopsætning er kendt for sin høje støj.

## Virkningsprincip
For at regulere ladetrykket på turboladede motorer monteres en wastegate, der tillader udstødningsgasser at omgå turbinen og strømme direkte ned i udstødningsrøret. Dette kan forårsage turbulent luftstrøm omkring turbinen og højt udstødningsmodtryk. For at overvinde dette problem kan udstødningsgasser omdirigeres ned i et separat rør og udluftes direkte til atmosfæren, hvilket resulterer i forbedret ydeevne.

## Begrænsninger
Screamer udstødningsrør tillader udstødningsgasser at strømme direkte til atmosfæren, derfor passerer de ikke gennem katalysatoren eller udstødningslyddæmperen, hvilket gør det ulovligt at bruge dem på gaden i mange lande på grund af støjregler og udstødningsemissionsregler. Selvom udstødningsemissionslove ikke gælder uden for offentlige veje i de fleste lande, har mange racerbaner strenge støjregler, hvilket endnu engang forbyder brug af screamer udstødningsrør.